# Liste der Bürgermeister von Windhoek

Wappen der Stadt Windhoek

Logo der Stadtverwaltung Windhoeks

Dies ist eine Liste der Bürgermeister von Windhoek seit Stadtgründung im Jahre 1890 durch Curt von François. Der Bürgermeister von Windhoek hat seinen Sitz seit 1964 in der Stadtverwaltung Windhoek, dem Rathaus der Stadt. Er ist Vorsitzender der Stadtverwaltung und wird vom Stadtrat seit Unabhängigkeit Namibias für jeweils 12 Monate gewählt.

## Windhoek

### Deutsch-Südwestafrika
- 1890–1909: kein Vertreter
- 1909–1910: Max Fritzsche (?)
- 1910–1911: Gustav Voigts (1866–1934)
- 1911–1915 (1916?): Peter Müller (1873–1934)

### Südwestafrika
- 1915 (1916?): Louis Botha (1862–1919)
- 1916–1920: Johann Robert Schmalz (1871–1940)
- 1920–1922: Peter Müller (1873–1934)
- 1923–1924: John Dermot Lardner-Burke (1889–1967)
- 1924–1925: Julius Hebenstreit[1]
- 1925–1926: A. Menmuir
- 1926: Hofmeyer (?)
- 1926–1927: Julius Hebenstreit
- 1927–1929: Joseph Wood (1876–?)
- 1929–1938: John Meinert (1886–1946)
- ?–?:  John Dermot Lardner-Burke
- 1938–1941: Edgar Sander (1895–nach 1951)
- 1941–1946: Marie Elizabeth May Bell
- 1946–1951: Edgar Sander (1895–nach 1951)
- 1951–1952: Hermanus Johannes Steyn (1890–?)
- 1952–1953: Simon Frank (1913–?)
- 1953–1954: Peter Falk (1886–1974)
- 1954–1955: Willem Hendrik Immelman (1904–?)
- 1955–1957: Hermanus Johannes Steyn (1890–?)
- 1957–1958: Peter Falk (1886–1974)
- 1958–1961: Jaap Snyman (Jacobus van Deventer Snyman) (1919–?)
- 1961–1963: Stefanus Johannes Spies (1922–?)
- 1963–1965: Jack Louis Levinson (1916–1989?)
- 1966–?: Sam Davis (1903–?)
- 1968–1969: Con Katzke
- 1969–1971: Joachim Bernhard Hermann von Prittwitz und Gaffron (Pix von Prittwitz) (1929–2013)
- 1971–mind. 1973: J. J. Botha
- 1974–1976: Ernst Guenter Erich Kaschik (1932–2000)
- 1976–1978: A. G. C. Yssel (1936–1990)
- 1978: M. J. van Taak
- 1979: S. G. Beukes[2]
- 1986: Joey Olivier
- ca. 1987–1988: Eugene Joubert
- 1988–1990: Abraham Bernard May (1912–1993)

### Namibia
- 1990–1991: Abraham Bernard May (1912–1993)
- 1991–1992: Petra Hamman (1935–2010)
- 1993–?: Matheus Shikongo (1950–2021)
- 1994–?: Vivienne Graig-McLaren
- 1995–1998: Björn von Finckenstein (1958–2021)
- 1999–2000: Immanuel Ngatjizeko (1952–2022)
- 2000–2010: Matheus Shikongo (1950–2021)
- 17. Januar 2011 – 26. November 2012: Elaine Trepper (* 1955)
- 26. November 2012 – 1. Dezember 2014: Agnes Kafula (* 1955)
- 1. Dezember 2014 – Dezember 2019: Muesee Kazapua (* 1980)
- Dezember 2019 – 2. Dezember 2020: Fransina Kahungu (* 1970)
- 2. Dezember 2020 – 1. Dezember 2021: Job Amupanda (* 1987)
- 1. Dezember 2021 – 19. Januar 2023: Sade Gawanas (* 1989)
- 19. Januar 2023 – 1. Dezember 2023: Joseph Uapingene
- 1. Dezember 2023 – 21. Januar 2025: Queen Kamati
- seit dem 21. Januar 2025: Ndeshihafela Larandja

## Klein Windhoek
- 1890–1909: ?
- 1909–?: Amandus Fritzsche (1877–1939)[3]
- um 1913: Heinrich Gathemann (* vor 1889)[4]